# Holothuria argus
Holothuria argus är en sjögurkeart som först beskrevs av Jaeger.  Holothuria argus ingår i släktet Holothuria och familjen Holothuriidae. Inga underarter finns listade i Catalogue of Life.

## Bildgalleri

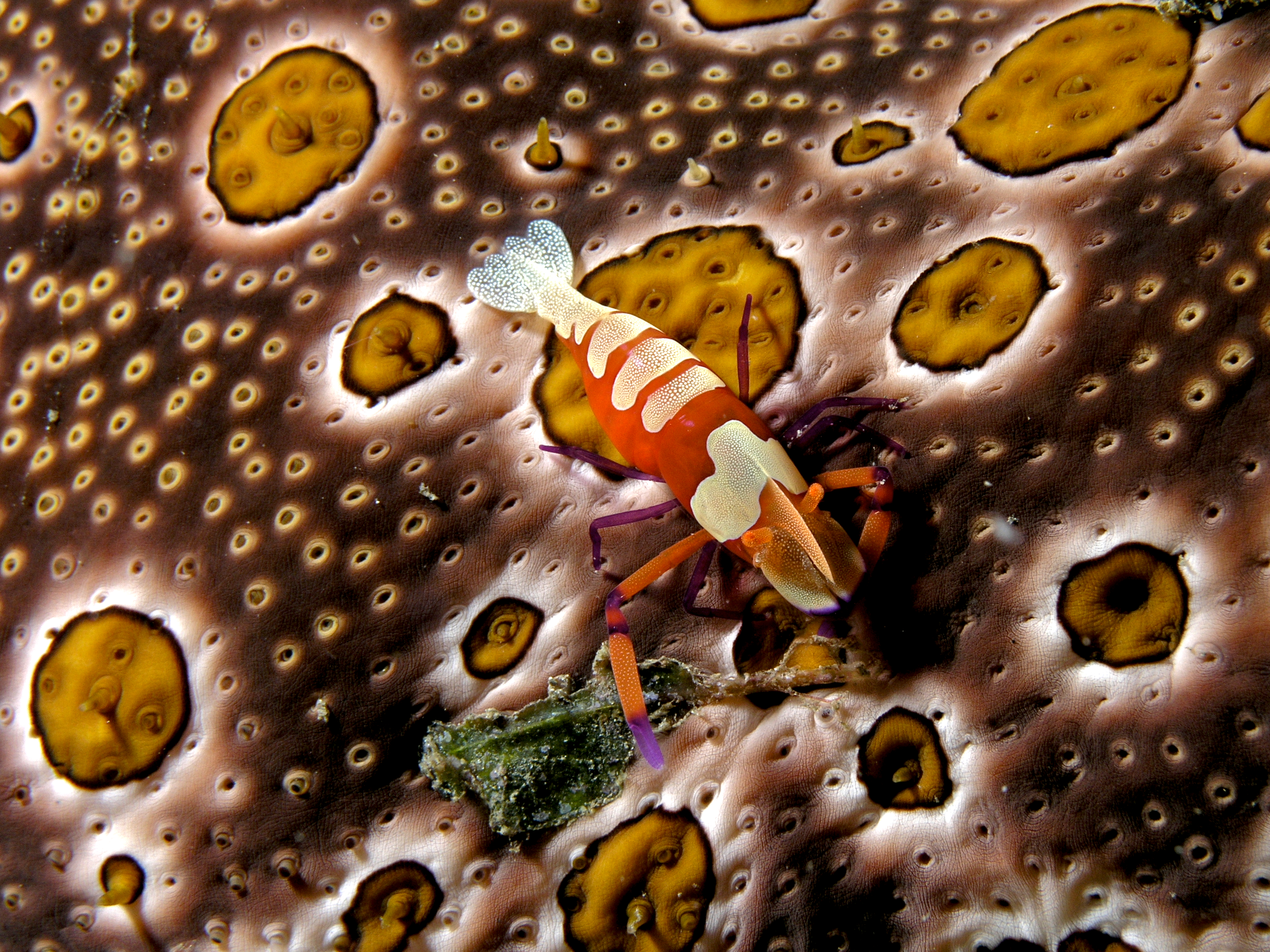